# جوقول
جوقول (به لاتین: Javqol) یک منطقهٔ مسکونی در افغانستان است که در ولایت بامیان واقع شده‌است.